# Agustín Leñero Ruiz
Agustín Leñero Ruiz (Guarachita, hoy Villamar, Michoacán, 5 de diciembre de 1904-10 de enero de 1987) fue un político, abogado y diplomático mexicano. Fue diputado federal y embajador de México en varias naciones; así como secretario particular del presidente Lázaro Cárdenas del Río.

## Biografía
Su padre, Alfaro S. Leñero Sánchez fue presidente municipal de Guarachita en 1891 y destacó en la política del porfirismo, en 1913 fundó en su población natal el Partido Católico Nacional; su hijo Agustín Leñero Bores fue diputado federal de 1985 a 1988 y su hermano Alfonso Leñero Ruiz de 1930 a 1932. También fue su hermano el médico Rubén Leñero Ruiz, en honor de quien lleva su nombre el Hospital General Dr. Rubén Leñero.
Cursó sus estudios de preparatoria y de licenciatura en Derecho en la Universidad de Guadalajara, de donde egresó en 1926. Fue docende de la Escuela de Leyes de la Universidad Michoacana de San Nicolás de Hidalgo (UMSNH), de la que fue director de 1927 a 1930.
Realizó su carrera política de forma mayoritaria junto a Lázaro Cárdenas y su hermano Dámaso Cárdenas del Río. De 1927 a 1928 fue procurador general de Justicia de Michoacán siendo gobernador Enrique Ramírez Aviña; en 1928 Lázaro Cárdenas asumió la gubernatura de Michoacán, que lo impulsó como presidente del Supremo Tribunal de Justicia del estado de 1928 a 1929, y ocupó el cargo de secretario general de Gobierno en el periodo 1929-1930. En dicho último año, Cárdenas dejó la gubernatura para ser presidente nacional del Partido Nacional Revolucionario (PNR) y nombra a Leñero director del Departamento Legal del comité nacional, y en 1931 cuando Cárdenas pasa a ser secretario de Gobernación en el gobierno de Pascual Ortiz Rubio, lo nombra director del Departamento Legal de dicha secretaría.
Renuncia al cargo en 1932 para ser postulado candidato del PNR a diputado federal por el Distrito 6 de Michoacán, resultando elegido, ejerció en la XXXV Legislatura de dicho año al de 1934. Al terminar este cargo, Cárdenas ya siendo presidente de México, lo nombra cónsul general de México en París, Francia de 1935 a 1937, y luego embajador de México en Checoslovaquia de 1937 a 1938. En 1938 al ocurrir la expropiación del petróleo en México y fundación de la compañía estatal Petróleos Mexicanos (PEMEX), el presidente Cárdenas lo nombra primer titular de su Departamento Legal, hasta 1939; y de ese año a 1940, como su secretario particular, hasta el término de su gobierno.
Como a muchos e los principales políticos de fliación cardenista, el nuevo gobierno de Manuel Ávila Camacho procura alejarlos de los principales puestos, por tanto es enviado como embajador de México en Argentina de 1940 a 1942. Al regresar al país se mantiene alejado del gobierno, en desacuerdo con Ávila Camacho y su sucesor, Miguel Alemán Valdés y en 1951 rompe abiertamente con el oficialismo y apoya la candidatura a la presidencia de Miguel Henríquez Guzmán en las Elecciones federales de México de 1952. Tras el triunfo oficial de Adolfo Ruiz Cortines en dicho proceso electoral sigue alejado del gobierno, hasta que en 1958 el presidente Adolfo López Mateos lo designa como embajador de México en Suecia y en Finlandia hasta 1962, y en 1964 el presidente Gustavo Díaz Ordaz lo nombra como embajador en Costa Rica, hasta el fin de su gobierno en 1970.
Tras retirarse de la vida pública, falleció el día 10 de enero de 1987.